# Bob Simpson (cricket)
Pour les articles homonymes, voir Simpson et Robert Simpson.
 (16 août 2025).
Le texte peut changer fréquemment, n’est peut-être pas à jour et peut manquer de recul. N’hésitez pas à participer, en veillant à citer vos sources.
Robert Baddeley Simpson, né le 3 février 1936 à Marrickville (Nouvelle-Galles du Sud) et mort le 16 août 2025, communément appelé Bob Simpson, est un joueur de cricket australien devenu entraîneur. Il dispute son premier test pour l'équipe d'Australie en 1957 et son premier One-day International en 1978. Il joue en tant qu'opening batsman.
Après dix ans de retraite, il est rappelé comme capitaine de l'équipe d'Australie à l'âge de 41 ans à cause de l'absence des joueurs qui disputaient la World Series Cricket.
Il devient en 1986 entraîneur de la sélection australienne, et ce jusqu'en 1996. Durant cette période, l'équipe d'Australie passa du statut d'équipe sur le déclin à celui d'équipe la plus forte du monde : elle remporte la coupe du monde de cricket de 1987, regagne les Ashes sur le sol anglais en 1989 et en 1995 surclasse sur son propre sol l'équipe des Indes occidentale, qui était précédemment la nation dominante.

## Bilan sportif

### Principales équipes
|                        | First-class cricket | List A cricket |
| Nouvelle-Galles du Sud | 1952-53 - 1955-56   |                |
| Australie-Occidentale  | 1956-57 - 1960-61   |                |
| Nouvelle-Galles du Sud | 1961-62 - 1977-78   | 1977-78        |

### Sélections
- 62 sélections en test cricket de 1957 à 1978
- 2 sélections en ODI en 1978

## Récompenses individuelles
- Un de cinq joueurs de cricket de l'année 1965 (Wisden Cricketer of the Year) désignés par le Wisden Cricketers' Almanack.
- Membre de l'Australian Cricket Hall of Fame depuis 2006.